# Impact Wrestling Emergence
Impact Wrestling Emergence es un evento anual de lucha libre profesional organizado por Impact Wrestling. El evento fue establecido por la empresa desde el 2020 y se lleva a cabo anualmente en Skyway Studios en Nashville, Tennessee; La base de operaciones de Impact. Desde el evento inaugural, Emergence se ha realizado como un especial del Impact Plus. 

## Resultados

### 2020
Emergence 2020 tuvo lugar el 18 y 24 de agosto en el Skyway Studios en Nashville, Tennessee. El evento fue transmitido como un especial de televisión de Impact, debido a la pandemia de COVID-19.

#### Día 1: 18 de agosto
- Rohit Raju derrotó a Chris Bey (c) y TJP (con Fallah Bahh) y ganó el Campeonato de la División X de Impact.
  - Raju cubrió a TJP después de un «Stomp».
- Moose derrotó a Trey y retuvo el Campeonato Mundial Peso Pesado de TNA.
  - Moose cubrió a Trey después de un «Spear».
  - Después de la lucha, EC3 atacó a Moose.
  - El campeonato no está oficialmente validado por la compañía.
- The Good Brothers (Doc Gallows & Karl Anderson) derrotaron a Ace Austin y Madman Fulton.
  - Gallows cubrió a Austin después de un «Magic Killer».
- Kylie Rae derrotó a Taya Valkyrie (con Rosemary como árbitro especial invitado).
  - Rae cubrió a Valkyrie después de un «Spiderkick».
  - El Campeonato Reina de Reinas de AAA de Valkyrie no estuvo en juego.
- The Motor City Machine Guns (Alex Shelley & Chris Sabin) derrotaron a The North (Ethan Page & Josh Alexander) y retuvieron el Campeonato Mundial en Parejas de Impact.
  - Shelley cubrió a Alexnder después de un «Diving Splash».

#### Día 2: 24 de agosto
- Eddie Edwards derrotó a Rob Van Dam (con Katie Forbes) y retuvo el Campeonato Mundial de Impact.
  - Edwards cubrió a Van Dam después de un «Boston Knee Party».
  - Durante la lucha, Forbes interfirió a favor de Van Dam.
  - Después de la lucha, Eric Young atacó a Edwards.
- Crazzy Steve derrotó a Johnny Swinger (con Cousin Jake) como árbitro especial invitado) en un Blindfold Match.
  - Steve cubrió a Swinger con un «Roll-Up».
- Brian Myers derrotó a Willie Mack.
  - Myers cubrió a Mack con un «Roll-Up».
- Larry D derrotó a John E. Bravo (con Acey Romero como árbitro especial invitado).
  - Larry D cubrió a Bravo después de un «K.O. Punch».
- Deonna Purrazzo derrotó a Jordynne Grace en un 30-Minute Iron Woman Match y retuvo el Campeonato Knockouts de Impact.
  - Purrazzo ganó con un 2-1.
  - Grace forzó a Purrazzo a rendirse con un «Coquina Clutch» (1-0).
  - Purrazzo cubrió a Grace después de golpear con el título (1-1).
  - Purrazzo forzó a Grace a rendirse con un «Fujiwara Armbar» (2-1).

### 2021
Emergence 2021 tuvo lugar el 20 de agosto de 2021 en el Skyway Studios en Nashville, Tennessee. El evento fue transmitido en exclusiva a través de Impact Plus.
- Matt Cardona (con Chelsea Green) derrotó a Rohit Raju (con Shera).
  - Cardona cubrió a Raju después de un «Radio Silence».
  - Después de la lucha, Shera atacó a Cardona.
- Decay (Crazzy Steve, Black Taurus, Havok & Rosemary) derrotaron a Fallah Bahh, No Way, Savannah Evans & Tasha Steelz.
  - Taurus cubrió a Bahh después de un «Double Spear» junto con Rosemary.
- Steve Maclin derrotó a Petey Williams.
  - Maclin cubrió a Williams después de un «Sitdown Slam».
- Madison Rayne derrotó a Taylor Wilde (con Tenille Dashwood & Kaleb With a K)
  - Rayne cubrió a Wilde con un «Roll-Up»
  - Durante de la lucha, Dashwood y Kaleb interfirieron a favor de Rayne.
- Ace Austin derrotó a Moose, Chris Sabin y Sami Callihan y ganó una oportunidad por el Campeonato Mundial de Impact.
  - Austin cubrió a Moose con un «Roll-Up».
- Josh Alexander derrotó a Jake Something y retuvo el Campeonato de la División X de Impact.
  - Alexander cubrió a Something después de un «Butterfly Piledriver».
- Matthew Rehwoldt & Deonna Purrazzo derrotaron a Trey & Melina.
  - Rehwoldt cubrió a Melina con un «Roll-Up».
- The Good Brothers (Doc Gallows & Karl Anderson) derrotaron a Violent by Design (Joe Doering & Rhino) (con Deaner & Eric Young) y Rich Swann & Willie Mack y retuvieron el Campeonato Mundial en Parejas de Impact.
  - Anderson cubrió a Rhino con un «Roll-Up».
  - Después de la lucha, Young atacó a Rhino, expulsandolo de Violent by Design.
- Christian Cage derrotó a Brian Myers (con Sam Beale) y retuvo el Campeonato Mundial de Impact.
  - Cage cubrió a Myers después de un «Killswitch».
  - Originalmente Kenny Omega iba a participar de la lucha, pero fue reemplazado por Cage después de perder el título en AEW Rampage.

### 2022
Emergence 2022 tuvo lugar el 12 de agosto de 2022 en el Cicero Stadium en Chicago, Illinois. El evento fue transmitido en exclusiva a través de Impact Plus.
- Pre-Show: Brian Myers derrotó a Bhupinder Gujjar y retuvo el Campeonato de los Medios Digitales de Impact.
  - Myers cubrió a Gujjar después de golpearlo contra el esquinero descubierto.
- Pre-Show: VXT (Deonna Purrazzo & Chelsea Green) derrotaron a Rosemary & Taya Valkyrie (con Jessicka) y ganaron el  Campeonato de Knockouts en Parejas de Impact.
  - Purrazzo cubrió a Valkyrie después de un «Double Suplex».
  - Durante la lucha, Jessicka interfirió a favor de Rosemary & Valkyrie.
- Mike Bailey derrotó a Jack Evans y retuvo el Campeonato de la División X de Impact.
  - Bailey cubrió a Evans después de un «Ultima Weapon».
- La lucha entre Steve Maclin y Sami Callihan terminó sin resultado.
  - El combate no se llevó a cabo luego que Maclin y Callihan se atacaran mutuamente; atacando también al árbitro.
  - Más adelante, Maclin & Moose atacaron a Callihan, pero fueron detenidos por Scott D'Amore prohibiéndole a este último a estar en ringside y pactando una No Disqualification Match.
- Violent by Design (Eric Young & Deaner) (con Joe Doering) derrotaron a Chris Sabin & KUSHIDA.
  - Young cubrió a Sabin después de un «Piledriver».
  - Durante la lucha, Doering interfirió a favor de Violent by Design.
- Bandido derrotó a  Rey Horus.
  - Bandido cubrió a Horus después de un «21Plex».
- Sami Callihan derrotó a Steve Maclin en un No Disqualification Match.
  - Callihan cubrió a Maclin después de un «Cactus Drive 97».
- Honor No More (Eddie Edwards, Matt Taven, Mike Bennett, PCO & Vincent) (con Maria Kanellis) derrotaron a Bullet Club (Ace Austin, Chris Bey, Hikuleo, Doc Gallows & Karl Anderson) y ganaron una oportunidad por el Campeonato Mundial en Parejas de Impact.
  - Taven cubrió a Gallows después de un «Climax».
  - Si Honor No More perdía, hubieran sido forzados a disolverse.
- Jordynne Grace derrotó a Mia Yim y retuvo el Campeonato de Knockouts de Impact.
  - Grace cubrió a Yim después de revertir un «Code Blue» en un «Grace Driver».
  - Después de la lucha, ambas se dieron la mano en señal de respeto.
  - Después de la lucha, Masha Slamovich confrontó a Grace.
- Josh Alexander derrotó a Alex Shelley y retuvo el Campeonato Mundial de Impact.
  - Alexander cubrió a Shelley después de un «C4 Spike».

### 2023
Emergence 2023 tuvo lugar el 27 de agosto de 2023 desde el Rebel Entertainment Complex en Toronto, Ontario, Canadá. El evento fue transmitido en exclusiva a través de Impact Plus.
- Pre-Show: Mike Bailey derrotó a Alan Angels.
  - Bailey cubrió a Angels después de un «Ultima Weapon».
- Pre-Show: JOYA (Joe Hendry & Yuya Uemura) derrotaron a The Good Hands (Jason Hotch & John Skyler).
  - Uemura cubrió a Hotch después de un «Assisted Cutter».
- Eric Young derrotó a Deaner (con Kon) en un No Disqualification Match.[3]
  - Young cubrió a Deaner después de un «Package Piledriver».
  - Durante la lucha, Kon interfirió a favor de Deaner.
- MK Ultra (Masha Slamovich & Killer Kelly) derrotaron a The SHAWntourage (Gisele Shaw & Savannah Evans) (con Jai Vidal), KiLynn King & Jody Threat y Death Dollz (Courtney Rush & Jessicka) y retuvieron el Campeonato de Knockouts en Parejas de Impact.[4][5][6]
  - Kelly cubrió a Rush después de un «Double Piledriver».
  - Durante la lucha, Vidal interfirió a favor de The SHAWntourage.
  - Originalmente Taylor Wilde iba a participar en la lucha, pero fue atacada tras bastidores, siendo reemplazada por Threat.
- Kenny King (con Sheldon Jean) derrotó a Johnny Swinger y retuvo el Campeonato de los Medios Digitales de Impact.
  - King cubrió a Swinger después de un «Royal Flush».
  - Durante la lucha, Jean interfirió a favor de King.
- The Rascalz (Trey & Zachary Wentz) derrotaron a Subculture (Mark Andrews & Morgan Webster) (con Dani Luna) y ganaron el Campeonato Mundial en Parejas de Impact.
  - Wentz cubrió a Webster después de un «Double Hit».
- Eddie Edwards derrotó a Frankie Kazarian en un "Back to School" Match.
  - Edwards cubrió a Kazarian después de un «Boston Knee Party».
- SANADA derrotó a Jake Something.
  - SANADA cubrió a Something después de un «Deadfall».
  - El Campeonato Mundial Peso Pesado de la IWGP de SANADA no estuvo en juego.
- Bully Ray, Moose, Brian Myers & Lio Rush derrotaron a Time Machine (Alex Shelley, Chris Sabin & KUSHIDA) & Josh Alexander.
  - Moose cubrió a Alexander después de un «Lights Out Spear».
  - Durante la lucha, Steve Maclin hizo su regreso atacando a Alexander, mientras que PCO atacó a Ray.
- Trinity derrotó a Deonna Purrazzo y retuvo el Campeonato de Knockouts de Impact.[7][8][9]
  - Trinity forzó a Purrazzo a rendirse con un «Starstruck».

### 2024
Emergence 2024 tuvo lugar el 30 de agosto de 2024 desde el Old Forester’s Paristown Hall en Louisville, Kentucky. El evento fue transmitido en exclusiva a través de TNA Plus.
- Pre-Show: Frankie Kazarian derrotó a KUSHIDA.
  - Kazarian cubrió a KUSHIDA después de un «Fade To Black».
- Pre-Show: PCO (con Steph De Lander) derrotó a Shera y retuvo el Campeonato de los Medios Digitales de TNA y el Campeonato Internacional Peso Pesado.
  - PCO cubrió a Shera después de un «PCOsault».
  - Durante la lucha, De Lander interfirió a favor de PCO.
- Zachary Wentz derrotó a Mike Bailey (c), Riley Osborne, Jason Hotch, Laredo Kid y Hammerstone en un Ultimate X Match y ganó el Campeonato de la División X de TNA.
  - Wentz ganó la lucha después de descolgar el título.
- Steve Maclin derrotó a Eric Young.
  - Maclin cubrió a Young con un «Roll-Up».
- Jordynne Grace & Spitfire (Dani Luna & Jody Threat) derrotaron a Ash By Elegance & The Malisha (Alisha & Masha Slamovich) (con The Personal Concierge).
  - Threat cubrió a Ash después de un «Pop Shove It».
- ABC (Ace Austin & Chris Bey) derrotó a First Class (A.J. Francis & KC Navarro) y retuvo el Campeonato Mundial en Parejas de TNA.
  - Bey cubrió a Navarro con un «Roll-Up».
- The System (Moose, Eddie Edwards, Brian Myers & JDC) derrotó a The Hardys (Matt Hardy & Jeff Hardy), Joe Hendry & Mike Santana.
  - Edwards cubrió a Matt después de un «Boston Knee Party».
- Nic Nemeth derrotó a Josh Alexander en un 60-Minute Iron Man Match y retuvo el Campeonato Mundial de TNA.
  - Nemeth ganó la lucha con un 3-2.
    - Nemeth cubrió a Alexander con un «Roll-Up» (1-0).
    - Nemeth cubrió a Alexander después de revertir un «C4 Spike» en un «Danger Zone» (2-0).
    - Alexander cubrió a Nemeth después de un «C4 Spike» (2-1).
    - Alexander cubrió a Nemeth después de un «C4 Spike» (2-2).
    - Nemeth cubrió a Alexander después de un «C4 Spike» (3-2).

  - Después de la lucha, JBL felicitó a Nemeth.

### 2025
Emergence 2025 tuvo lugar el 15 de agosto de 2025 desde el Chesapeake Employers Insurance Arena en Baltimore, Maryland. El evento fue transmitido en exclusiva a través de TNA Plus.
- Pre-Show: Indi Hartwell derrotó a Rosemary.
  - Hartwell cubrió a Rosemary después de un «Hurts Donut».
  - Durante la lucha, Dani Luna interfirió a favor de Hartwell.
- Pre-Show: The Home Town Man derrotó a Ryan Nemeth.
  - The Home Town Man cubrió a Nemeth después de revertir un «Lariat» en un «Roll-up».
- Leon Slater derrotó a Cedric Alexander y retuvo el Campeonato de la División X de TNA.
  - Slater cubrió a Alexander después de un «Swanton Bomb 450».
- Matt Cardona derrotó a Mustafa Ali (con Tasha Steelz & The Great Hands).
  - Cardona cubrió a Ali después de revertir un «450 Splash» en un «Roll up».
  - Después de la lucha, Ali, The Great Hands y Agent Zero atacaron a Cardona, pero fueron detenidos por The System.
- First Class (AJ Francis & Rich Swann) derrotaron a The System (Eddie Edwards & Brian Myers) (con Alisha).
  - Francis cubrió a Edwards después de un «Chokeslam».
- Mike Santana derrotó a Sami Callihan en un Baltimore Street Fight Match.
  - Santana cubrió a Callihan después de un «Spin the Block».
  - Después de la lucha, Callihan dejó sus botas en medio del ring, anunciando su retirada.
- The Elegance Brand (Heather by Elegance & M by Elegance) (con Ash by Elegance & The Personal Concierge) derrotaron a The IInspiration (Cassie Lee & Jessie McKay) (con Mara Sadé), Fatal Influence (Fallon Henley & Jazmyn Nyx) (con Jacy Jayne) y Xia Brookside & Lei Ying Lee (con Masha Slamovich) y retuvieron el Campeonato Mundial en Parejas de Knockouts de TNA.
  - M by Elegance cubrió a Lee después de golpearla con el cinturón.
- Steve Maclin derrotó a Jake Something en un No Disqualification, No Count-Out Match y retuvo el Campeonato Internacional de TNA.
  - Maclin cubrió a Something después de un «Double Underhook DDT».
- The Hardys (Matt Hardy & Jeff Hardy) derrotaron a The Rascalz (Zachary Wentz & Myron Reed) y retuvieron el Campeonato Mundial en Parejas de TNA.
  - Jeff cubrió a Reed después de un «Swanton Bomb».
- Trick Williams derrotó a Moose y retuvo el Campeonato Mundial de TNA.
  - Williams cubrió a Moose después de dos «Trick Shot».